# Сан Мауро Пасколи
Сан Ма̀уро Па̀сколи (на италиански: San Mauro Pascoli, на местен диалект San Mevar, Сан Мевар) е град и община в северна Италия, провинция Форли-Чезена, регион Емилия-Романя. Разположен е на 21 m надморска височина. Населението на общината е 11 495 души (към 2012 г.).
До 1932 г. градът се нарича Сан Мауро ди Романя (San Mauro di Romagna). В тази година името е променено в чест на поета Джовани Пасколи, който е роден в това селище в 1855 г.